# さよならも言わずに消えた!
『さよならも言わずに消えた!』（さよならもいわずにきえた!）は、1981年に日本テレビ系「火曜サスペンス劇場」で放送されたテレビドラマ。主演は桃井かおり。
火曜サスペンス劇場 - 第4回 VTR作品。

## あらすじ
中学校教師の中沢みずえ（桃井かおり）は、ある日突然、西新宿署の乾刑事（原田芳雄）に
弟（高岡健二）が函館で事故死した事を告げられる。二人は函館に遺体の確認に向かった。この事故には事件性が疑われており、道警の梅木刑事（世良公則）と合流し3人で事件を追うも厳しい試練が待っていた。

## キャスト
- 桃井かおり
- 世良公則
- 高岡健二
- 高松英郎
- 鹿内タカシ
- 山谷初男
- 青地公美
- 佐々木勝彦
- 中沢清六
- 高橋幸治
- 戸川曉子
- 吉本選江
- 深作覚
- 鈴木達也
- 高橋甲
- 権藤利一
- 下田結香
- 原田芳雄

## スタッフ
- 脚本 - （作・清水邦夫）
- 原作 - ポーラ・ゴズリング（英語: Paula Gosling）「逃げるアヒル」より（早川書房刊）
- テーマ曲 - 「聖母の子守唄」作詞・山川啓介　作曲・木森敏之　唄・岩崎宏美
- 技術 - 加賀屋寛
- 撮影 - 山下悟
- 照明 - 藤原武夫
- 録音 - 館野忠之、斉藤功
- 編集 - 三浦大和、助川弘昭
- 調整 - 山本米勝
- 録像 - 井尾俊三
- 編集 - 秋山朋芳
- 選曲 - 諸橋毅一
- 効果 - 梅田堅
- デザイン - 小泉章一
- 美術制作 - 木村享
- 美術進行 - 高橋修三
- 装置 - 森原学
- 装飾 - 北村隆
- 持道具 - 畠山浩義
- 衣裳 - 及川有角
- 化粧 - アートメイク トキ
- スタイリスト - 矢野悦子
- 特殊効果 - 小川誠
- PR担当 - 山口晋（日本テレビ）
- スチール - 笹田和俊
- 記録 - 原田康子
- 演出補 - 雨宮望、大野秀樹、中山秀一
- 協力 - 札幌テレビ（上田豊、杉谷安平、上田良次、岩崎晴夫）、渋谷ヴィデオスタジオ（組橋厚人）、東亜国内航空
- 制作協力 - PDS
- 企画 - 小坂敬（日本テレビ）、山本時雄（日本テレビ）
- プロデューサー - 清水欣也（日本テレビ）、伊藤祥二（日本テレビ）、工藤英博（PDS）
- 演出 - 石橋冠
- 制作 - 日本テレビ